# In89豪華數位影城

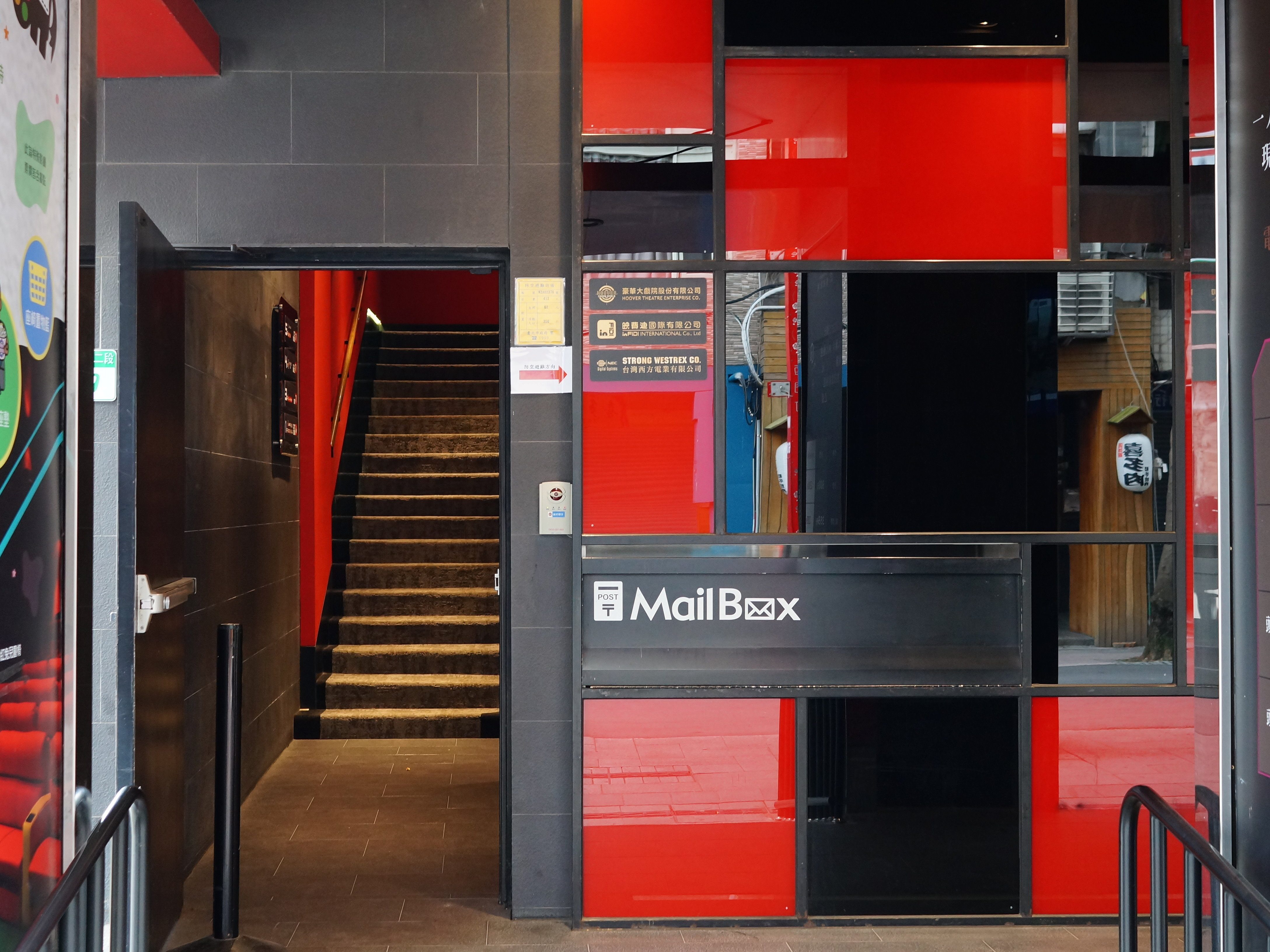
豪華大戲院總部

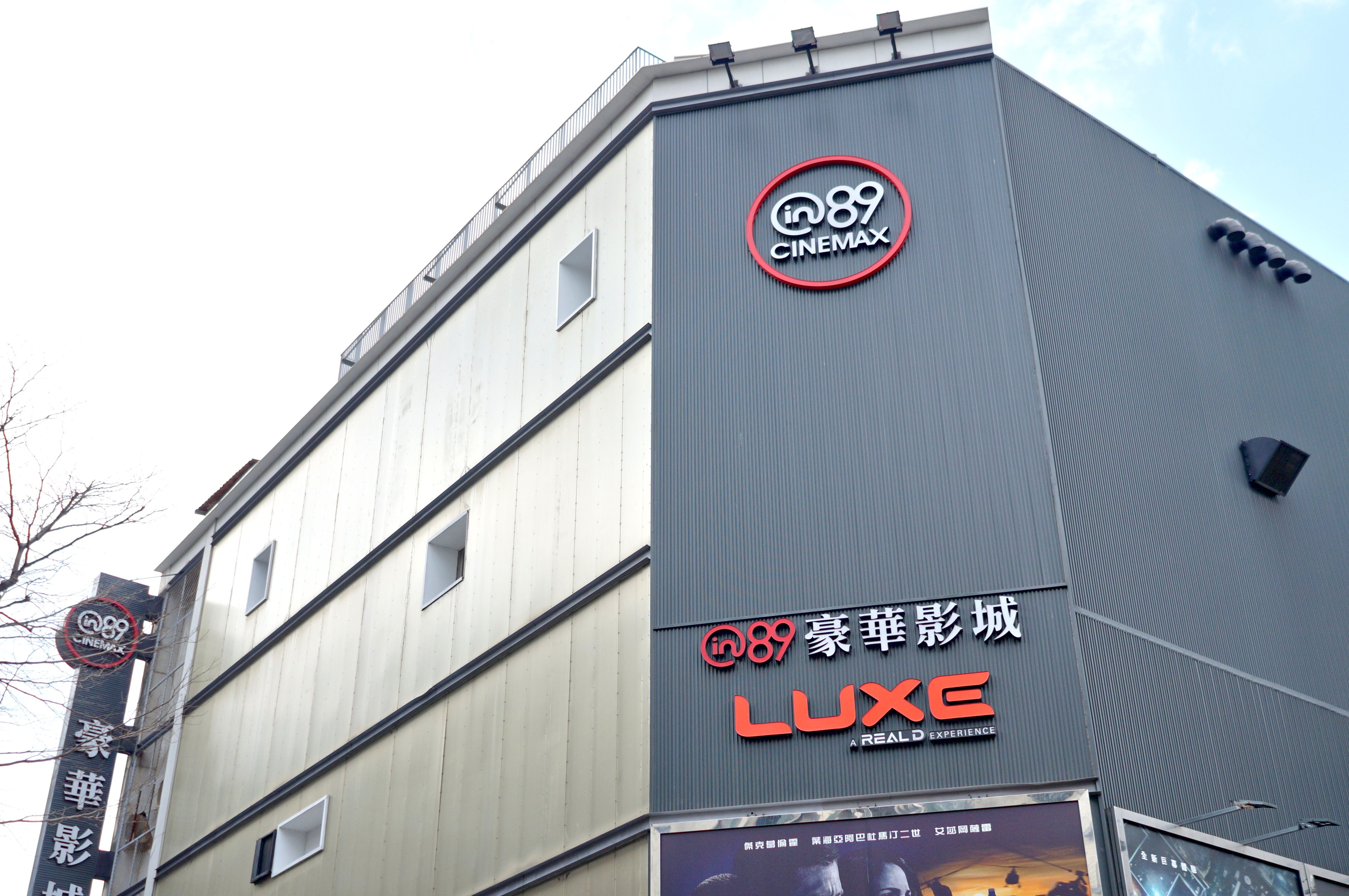
台北西門町in89豪華數位影城

in89豪華影城（英語：in89 cinemax）為台灣映集團旗下的連锁電影院系統之一，源自1964年成立於台北市西門町武昌街二段89號的老戲院「豪華大戲院」。現今品牌「in89豪華影城」，源自於日本電影院寫作，因而取自其中的「映」字，加上戲院地址門牌89號，後續再發展將中文「映」字轉換為英文「in」。

## 歷史沿革
- 1964年5月，「豪華大戲院」設立於台北市西門町現址，開幕典禮由立法院院長黃國書、影星唐寶雲等人剪綵。
- 2003年12月，成立「台北市西門地區文化發展協會」。
- 2004年11月，推出「in89豪華會員卡」。
- 2005年9月，正式改名為「in89豪華數位影城」，並全面封館裝修，於11月14日正式開業。
- 2006年9月，in89支持亞洲新銳導演作品，與山水國際娛樂「亞洲奇蹟影展」合作，該影展作品首次在大銀幕上映。
- 2007年7月，發行會員卡「in89's卡」，專為看電影、飲食、遊樂享折扣的西門町商家暢行卡。
- 2008年8月，網路訂票機制大幅優化後重新上線，提供消費者最方便最即時的訂票服務。
- 2009年1月，3D立體數位電影院正式成立，首部上映《雷霆戰狗》數位3D電影。
- 2009年9月，in89榮獲《自由時報》「美食達人」評比冠軍爆米花。
- 2010年4月，搶先全台推出杜比雙機3D投影電影系統及20米巨型銀幕。
- 2010年6月，全台獨家升級杜比7.1環繞聲，3D《玩具總動員3》曝光。
- 2011年7月，「剩餘座位即時顯示系統」推出，全國業界首創，一目了然現場剩多少位置、哪些位置。
- 2012年10月，自動售/取票機Kiosk推出：取票只要3分鐘，購票只要5分鐘。
- 2012年11月，德州儀器的DLP「4k」數位播放系統引進：解析度高達4096x2160，巨型銀幕+超高解析度畫質，首部播放真「4k」電影：《007空降危機》。
- 2013年3月，「摩登聲動座艙」推出：全新引進由香港Shaw Studios/美國科技研究院與Ferco seating共同開發設計的「FAS系統」。
- 2014年，in89豪華影城50周年
- 2014年4月23日，位於金門尚義機場旁的金獅影城開業，引進4D影音設備。
- 2014年11月，宜蘭新月豪華影城隆重開幕：東部最多廳、最新放映設備。
- 2015年2月，台北西門町in89豪華影城頭等COACH廳正式開幕。
- 2016年1月29日，與高雄市駁二藝術特區聯手打造的「in89駁二電影院」（映捌玖駁二電影院）正式開幕[1]。
- 2017年7月8日，桃園in89統領影城試營運，為桃園市區唯一首輪影院，首次建構複合式影廳，提供COACH椅設備。室內外觀設計邀請香港名建築師張智強操刀設計，設計總監林聖棋執行。
- 2017年7月28日，in89統領影城舉辦《一一》數位修復版桃園首場觀影會。
- 2018年2月14日，澎湖昇恆昌in89豪華影城開始營運，位於澎湖第三漁港旁的Pier 3三號港購物廣場內。
- 2018年10月26日，台中豐原in89豪華影城正式開幕，位於家樂福豐原店內。
- 2019年3月，台北西門町_in89豪華影城，進行大廳改裝，採用LUXE廳規格，引進RealD 3D終極銀幕(UltimateScreen) 4月19日開始運營。
- 2019年4月，台北西門町_in89豪華影城，2廳及西門町最大VIP廳COACH廳同時進行改裝，引進RealD 3D放映系統，畫質規格大躍進。
- 2019年10月21日，高雄大立_in89豪華影城正式開幕，位於大立A館9~10樓內。
- 2021年12月17日，嘉義影食滙_in89豪華影城正式開幕，包含原生IMAX廳、原生MX4D廳（全台首座）、原生LUXE廳。

## 影城據點

### 臺北市
- 台北西門in89豪華影城
  - 影城地址：台北市萬華區武昌街二段89號（西門町電影街）
  - 座位數：9座影廳、1,193席座位
  - in89品牌創始店，本店點經營已超過半世紀接近1甲子，匯集了臺北西門町電影街的所有回憶；早期為台灣影藝學院、影藝小舖、各大影展之辦理場所，在「傳統記憶」與「開創科技」交疊之下，於影城裡頭設置查柏林咖啡等候區，與夢露沙龍MONROE'S SOFA，為台灣影城首創夢露主題式lounge bar，並展現過許多早期電影產業所使用的設備，如50年代風格的黑膠唱盤、幻燈機、膠片圈、導演簽名板、手模牆...等裝置藝術，藉此經典物件傳達『大電影時代』的點點滴滴。此外，本店點亦為實驗各種先進觀影設備的商業性影城，2019年大廳改裝升級為臺灣第一座【LUXE】影廳，廳內為國內首度採用李安導演最為推崇的Real D終極銀幕Ultimate Screen，更於廳內獨家引進『摩登聲動座艙』，打造媲美私人頭等包廂的觀影空間。

### 桃園市
- 桃園站前in89統領影城
  - 影城地址：桃園市桃園區中正路56號（桃園火車站前）
  - 座位數：8座影廳、448席座位
  - 位於桃園火車站交通樞紐，由世界百大香港建築師張智強設計，將老舊戲院整棟面貌翻新，入口高掛1,335 顆 LED 球型燈飾，且空間依靠鏡面反射，製造出空間感的延伸，使消費者有漫步其中宛若置身時空隧道，忘卻現實中的煩瑣，而於影廳裡設計燈光集中於腳下，帶出影城與影廳之間有晝夜都市之時尚感，且第一個與知名兒童樂園品牌騎士堡異業合作，於親子影廳打造兒童遊戲區的店點。

### 臺中市
- 台中豐原in89豪華影城
  - 影城地址：台中市豐原區成功路500號5樓（家樂福豐原店）
  - 座位數：12座影廳、532席座位
  - 全臺第一家與大型量販店直營結合的影城，座落於家樂福商場內，主打親子藝文與商業並行之社區型電影院，鎖定親子家庭為目標客群，影城內設有海盜主題遊戲區，球池營造出藍海氣息，且導入溜滑梯之元素，象徵豐原山城加入水的意象之外，更首創小朋友以溜滑梯之方式溜進影廳，創造多樣化之玩樂性。2022年與在地獨立書店進行合作，為大豐原地區注入新藝文能量，與開創娛樂觀影之新態度。

### 嘉義市
- 嘉義影食滙in89豪華影城
  - 影城地址：嘉義市東區民族路328號（嘉義影食滙in square）
  - 座位數：9座影廳、1,178席座位
  - 2021年12月盛大開幕，為雲嘉地區首座匯集世界電影精品品牌的高規格戲院、集團旗下規模第二大、雲嘉地區第一大的戲院，前身為國民戲院舊址，承襲世紀的歷史，為全臺第一棟以電影院主題規劃的商場大樓，65％為影城空間，35％作為複合商場使用，且擁有嘉義最大之親子影廳，結合攀岩與溜滑梯設施，搭配第三代卡通座椅與最新懶骨頭。影廳全場均採用NEC雷射投影機，與業界規格最好的「RealD終極銀幕」，且考量空間舒適感，減少座位數，採用英國品牌FERCO全真皮電動座椅，從視覺、聽覺、舒適帶來最高的性價比，使消費者觀看最高端的電影、享受最高級的服務。

### 高雄市
- 高雄鹽埕in89駁二電影院
  - 影城地址：高雄市鹽埕區大勇路5之1號5之2號（駁二藝術特區大勇倉庫群C1&C2倉庫）
  - 座位數：7座影廳、491席座位
  - 充滿舊事氣味的打狗港邊，分屬於駁二特區兩棟倉庫，從穿著歷史的外衣，蛻變為藝文電影院，重點培養藝文能量，主要引進紀錄、動漫、藝文、國片等，並將地下室之展覽空間取名為「映響空間」，為策展活動與裝置藝術注入新的藝文養分。擁有七個精緻影廳，近期逐步改裝影廳之放映設備，採用最新之4K雷射放映設備，提供商業藝文工作者族群，具備影片放映的高質感兼具科技體驗，曾設置藝文類影廳，造福喜愛小眾電影族群，後調整為實驗性親子影廳，鎖定親子家庭族群，將映前說故事與DIY活動導入到影廳。除此之外，2022年與高雄在地書店「三餘書店」合作創立「in books'」品牌，讓顧客有更多元的選擇之外，也致力為此區域打造影像美學的新樂園。
- 高雄大立in89豪華影城
  - 影城地址：高雄市前金區五福三路57號9-10樓（大立百貨A館）
  - 座位數：11座影廳、471席座位
  - 首家為高雄大立打造的專屬影城，商場以大片落地玻璃窗設計，將彎月型、明亮感之樓層規劃設計，一改過去考量座位數設計，以螢幕為主要考量，承襲豐原影城落地螢幕之概念，影廳內搭配全英國第一影院品牌FERCO沙發電動座椅，使顧客貼背翹腳一應俱全，成為全臺首家全VIP影廳規格影城。而在親子影廳外頭，設置遊戲區並導入草皮、帳篷與體能積木之設施提供小朋友遊玩，而遊戲區旁增設富有教育意涵之兒童專屬體驗廁所，讓家長放心引導小朋友自行上廁所。

### 澎湖縣
- 澎湖昇恆昌in89豪華影城
  - 影城地址：澎湖縣馬公市同和路158號4樓（澎坊休閒購物廣場）
  - 座位數：7座影廳、566席座位
  - 位於澎湖三號港昇恆昌購物中心四樓，提供島內電影娛樂的唯一影城，設置連結澎湖予人的、運動、律動、休閒感，後加入都會的時尚語彙，以boomboom狀聲詞概念串連，希望為澎湖人與外地旅客打造新的海邊都會影城。為第一家設立跑道與引進拉風小跑車之親子影廳，入口設置賽車意象的紅色燈光動態跑動，備有電動小車、跑道及交通號誌，提供腹地寬廣之場域，創造孩童開車前往看電影之趣味性。更奠定影廳選用草皮之元素、第一代專屬卡通的兒童座椅，與獨家引進訂製之懶骨頭座席，讓小朋友有更舒適之觀影選擇。

## 聯盟影城

### 宜蘭縣
- 新月豪華影城
  - 宜蘭市民權路二段38巷6號（蘭城新月廣場3-4樓）
  - 具備11間影廳，包含Dolby Atmos廳、VIP廳各一間

### 金門縣
- 金獅影城
  - 金湖鎮中山路8-8號（風獅爺商店街西棟3樓）
  - 具備6間影廳，包含4D+巨幕廳、VIP廳各一間

## 外部連結
- in89豪華影城官網 （页面存档备份，存于）
- In89豪華數位影城的Facebook專頁
- In89豪華數位影城的Instagram帳戶
- YouTube上的影片in89豪華影城